# Bündigershof
Bündigershof ist ein bewohnter Gemeindeteil der Kreisstadt Prenzlau im Landkreis Uckermark in Brandenburg.

## Geographie
Der Ort liegt drei Kilometer östlich von Prenzlau. Die Nachbarorte sind Wollenthin im Norden, Grünow im Osten, Dreesch im Südosten, Alexanderhof im Süden, Alexanderhöhe im Südwesten sowie Prenzlau im Westen und Nordwesten. Der Haltepunkt Bündigershof lag an der Bahnstrecke Prenzlau–Löcknitz.

## Geschichte
Die erste schriftliche Erwähnung des Ortes stammt aus dem Jahr 1842. In dieser Urkunde wurde hier der Abbau des Prenzlauer Ackerbürgers mit Namen Bündiger verzeichnet. Auf der Seite 10 der Ortschaftsstatistik aus dem Jahr 1861 findet sich dann der heutige Name Bündigershof.